# 洛伊索
洛伊索是德国梅克伦堡-前波莫瑞州的一个市镇。总面积19.93平方公里，总人口268人，其中男性133人，女性135人（2011年12月31日），人口密度13人/平方公里。